# 天主教羅德里戈城教區
天主教羅德里戈城教區（拉丁語：Dioecesis Civitatensis）是天主教會在西班牙的一個教區。屬巴利亞多利德總教區。
教區成立於1161年2月13日，位於薩拉曼卡省西部，2007年，在當地45,474人口中，有教友44,487人，佔轄區總人口97.8%、121個堂區、80名司鐸、139名修女。教區主教現時出缺，榮休主教為塞西利奧·勞爾·貝爾索薩-馬爾蒂內斯。